# Лука-Врублевецкая
Лука-Врублевецкая — стоянка времён нижнего палеолита (средний ашель) на левом берегу Днестра в Каменец-Подольском районе Хмельницкой области Украины, в 22 км к юго-востоку от города Каменец-Подольский.
Здесь найдены палеолитические кремнёвые орудия. При раскопках поселения в 1946—1950 годах выявлено 7 полуземляных жилищ. Одно из них (45 м на 3-5 м) принадлежало большой семье. Найдены: каменные и костяные орудия, керамические сосуды, украшения, терракотовые статуэтки людей и животных и другое. Население занималось земледелием (применялась тяговая сила крупного рогатого скота). Общественный строй — первобытнообщинный с признаками патриархального уклада. Был распространен культ плодородия.
В Луке-Врублевецкой найдены остатки поселения 4000—3000 годов до н. э., которое относится к раннему этапу трипольской культуры (единичное погребение в жилище), а также поселение черняховской культуры.